# Velamen (geslacht)
Velamen is een geslacht van ribkwallen uit de klasse van de Tentaculata.

## Soort
- Velamen parallelum (Fol, 1869)